# 557년

## 090
- 남량(南梁) 태평(太平) 2년
- 남진(南陳) 영정(永定) 원년
- 후량(後梁) 대정(大定) 3년
- 북제(北齊) 천보(天保) 8년
- 신라(新羅) 개국(開國) 7년

## 기년
- 남량(南梁) 경제(敬帝) 3년
- 남진(南陳) 무제(武帝) 원년
- 북제(北齊) 문선제(文宣帝) 8년
- 북주(北周) 효민제(孝閔帝) 원년 / 명제(明帝) 원년
- 신라(新羅) 진흥왕(眞興王) 18년
- 고구려(高句麗) 양원왕(陽原王) 13년
- 백제(百濟) 위덕왕(威德王) 4년

## 사건
- 중국 진나라 일어남